# Axel Sjöberg (fotbollsspelare)
Axel Sjöberg, född 8 mars 1991 i Stockholm, är en svensk fotbollsspelare (försvarare) som spelar för DC United i MLS. Han har även spelat collegefotboll i amerikanska collegelaget Marquette Golden Eagles.

## Karriär
Den 14 augusti 2020 gick Sjöberg till DC United i en bytesaffär där Ema Boateng gick i motsatt riktning till Columbus Crew SC.